# Walter Yust
Walter M. Yust (16 de Maio de 1894 — 29 de Fevereiro de 1960) foi um jornalista americano. Yust foi editor-chefe da Encyclopædia Britannica de 1938 a 1960.

## Vida
Yust começou sua carreira como escritor do Philadelphia Evening Ledger em 1917 e depois trabalhou para jornais em Nova Orleans, Louisiana, e para outras publicações. Yust tornou-se o editor literário do Philadelphia Public Ledger em 1926. Três anos depois, ao escrever uma resenha da nova 14ª edição da Encyclopædia Britannica, Yust chamou a atenção de seu presidente, William Cox. No ano seguinte, Yust começou a trabalhar para a enciclopédia e tornou-se seu editor associado em 1932. Ele atuou como editor-chefe de 1938 até sua aposentadoria em 1960.